# Pechina
Pechina è un comune spagnolo  situato nella comunità autonoma dell'Andalusia.

## Storia
Durante la dominazione islamica, (soprattutto intorno al X secolo), la locale comunità ebraica era specializzata nella castrazione degli schiavi bianchi (detti talora saqāliba) razziati lungo le coste dei paesi cristiani prima di esser portati al mercato di Almería.